# Montopoli di Sabina

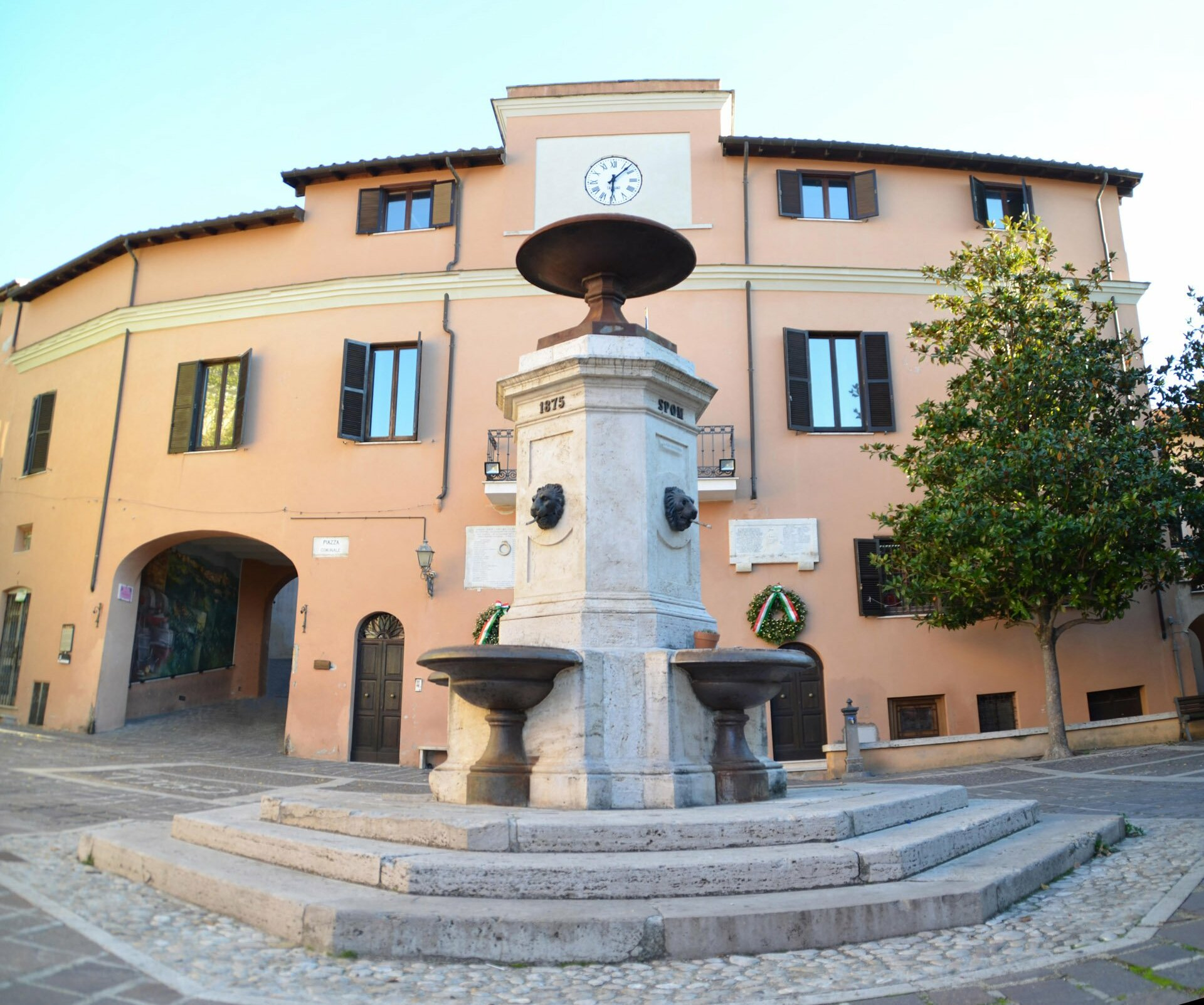
La piazza centrale

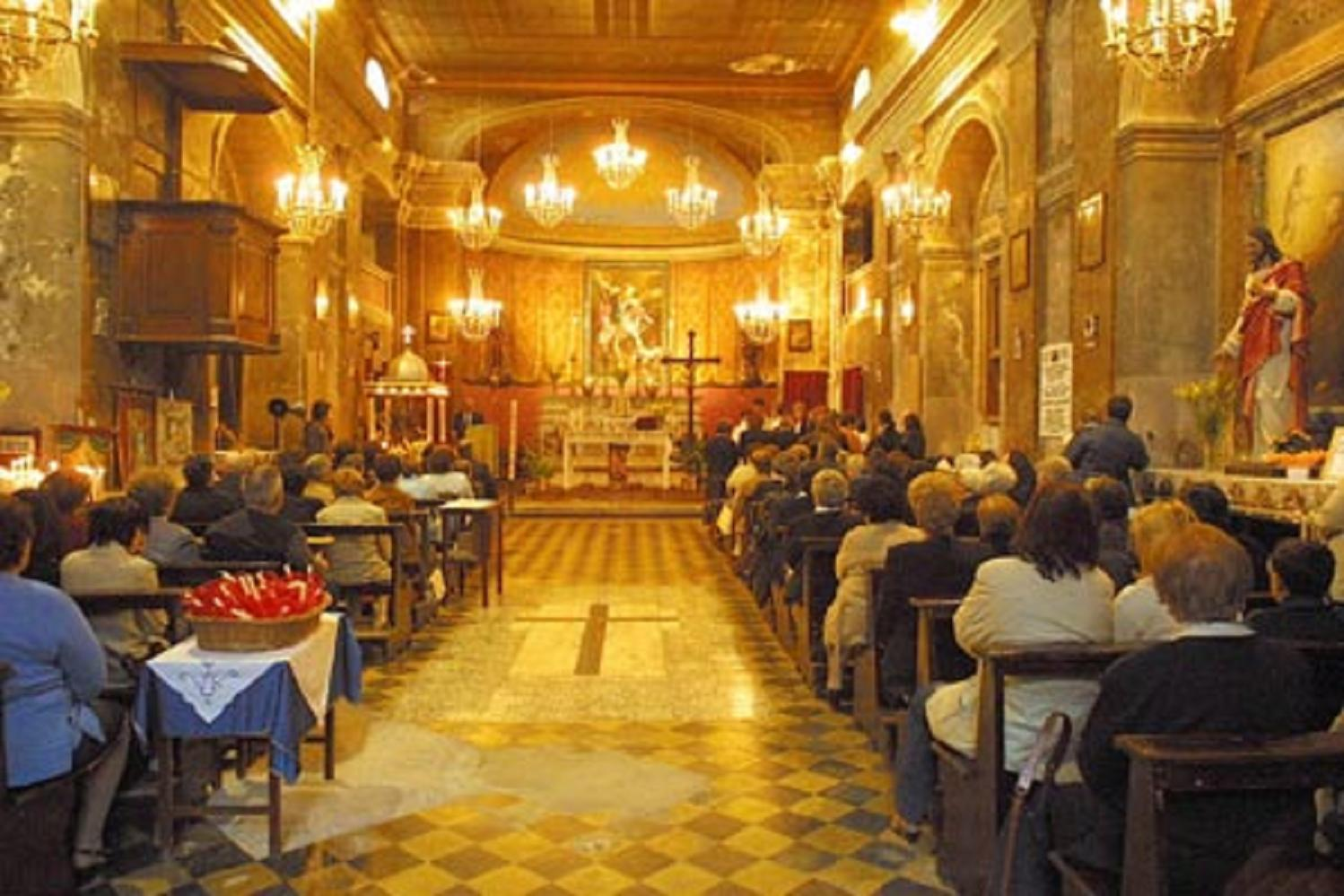
Interno della chiesa di San Michele

Montopoli di Sabina è un comune italiano di 4 101 abitanti della provincia di Rieti nel Lazio.

## Geografia fisica

### Territorio
Il comune di Montopoli di Sabina si trova tra i terrazzi fluviali pleistocenici della Valle del Tevere.
Il torrente Farfa affluente del fiume Tevere, scorre nel territorio comunale.

## Storia

### Preistoria
Nel comune di Montopoli in località Colonnetta, lungo un tracciato viario di fondo valle, parte della viabilità arcaica paratiberina, oggi percorribile attraverso la via ternana vecchia, è nota la presenza di una tomba a Tumulo che secondo studi archeologici era un luogo di sepoltura, riscontrato in tutte le culture proto-preistoriche dell'Eurasia, correlato alla rete degli insediamenti di Volpignano e Colle Ballone posti sui terrazzi fluviali della Valle del Tevere dove in epoca arcaica, nel terrazzo fluviale più prospiciente il Tevere si sviluppa l'insediamento dei Colli della Città. La cultura popolare tramanda notizie del rinvenimento di armi in ferro e ceramica in stile orientalizzante.

### Eta' del Bronzo
Il territorio di Montopoli era abitato fin dall’età del Bronzo da un importante insediamento protostorico e poi arcaico venuto alla luce sul colle di Volpignano e nella localita' di Colle Ballone. Questo abitato ebbe una continuità di vita ancora fino al IV e III secolo a.C.
Le necropoli, come di consuetudine, erano collocate al di fuori dell’abitato.

### Epoca arcaica
Sui terrazzi fluviali del Tevere, ai confini amministrativi con il comune di Torrita Tiberina, in località Colli della Città connessa all'omonimo insediamento archeologico, si trova la necropoli di Grotte Pinte dove sono presenti alcune tombe a camera di età arcaica, scavate nel tufo.

### Medioevo
Nel Medioevo era noto come Castellum Montis Opuli, di cui si conserva il mastio a pianta quadrangolare e resti delle mura di cinta. La prima citazione del comune nelle carte dell'Abbazia di Farfa è datata il 4 febbraio 1055.. Nel Palazzo Comunale si conservano gli “Statuti terrae Montisopuli”, in pergamena miniata e risalenti al Cinquecento.

## Monumenti e luoghi d'interesse

### Architetture religiose
- Chiesa parrocchiale di San Michele Arcangelo: il nucleo originario risale alla seconda metà del XII secolo. Sorge su un preesistente tempio pagano dedicato a una divinità della terra (la dea Opi) di cui si rinvenne un simulacro nel 1912. Presenta un bel campanile che domina l'abitato sottostante. Sul sagrato della chiesa è stata murata un'iscrizione dedicata a una certa Emilia, rinvenuta nella Villa romana degli Emili-Scipioni a Rovane, località Caravilla, e cita quanto segue:

- Chiesa di Santa Maria degli Angeli: (meglio nota come "il Convento") ex convento francescano, conserva affreschi attribuiti a Vincenzo Manetti e ricche decorazioni in stucco di derivazione barocca.

- Chiesa di Santa Maria delle Grazie: edificio seicentesco di particolare interesse, vanta una Madonna in trono con bambino realizzata nel 1602 da Andrea Bacciomei.

- Ex chiesa di San Sebastiano in Pretoriolo: chiamata dai Montopolesi "La Chiesaccia", è attestata per la prima volta nel Registro di Fare di Gregorio da Catino in un documento dell'anno 817. Funzionale agli abitanti del vicino Castello di Bocchignano, divenne la chiesa parrocchiale di Montopoli fino a tutto il XIV secolo. Una volta sconsacrata fu trasformata in lazzaretto, a gestione comunale, con cimitero attiguo. Dopo un lungo periodo di abbandono, nella Chiesaccia nei primi anni del 2000 è stata trasferita la Biblioteca Comunale.

### Architetture militari
- Torre Ugonesca: del X secolo, di pianta quadrata e priva di merli di coronamento abbattuti in tempi recenti, si può ammirare finemente ristrutturata. È conosciuta come Torre Ugonesca dal nome dell'abate di Farfa Ugo I a difesa dell'Abbazia di Farfa. La Torre è completamente visitabile durante i giorni di festa del paese. Gode di una vista a 360 gradi su tutti i comuni circostanti e il territorio limitrofo: a nord-est nelle vicinanze possiamo ammirare il Monte Tancia e il Monte Pizzuto, a nord tra Lazio e Umbria il Monte Cosce e Monte San Pancrazio[14]; a est la catena appenninica del Monte Terminillo, il Gran Sasso e i Monti Reatini, dietro le cime del Gran Sasso in Abruzzo; a ovest la dorsale tiberina mezo-cenozoica del Monte Soratte e la Valle del Tevere; a sud è possibile ammirare il corso del Tevere fino a Roma, in mancanza di foschia la Cupola di San Pietro e i Colli Albani.

### Aree naturali
- Riserva naturale di Nazzano, Tevere-Farfa

## Società

### Evoluzione demografica
Abitanti censiti

## Cultura

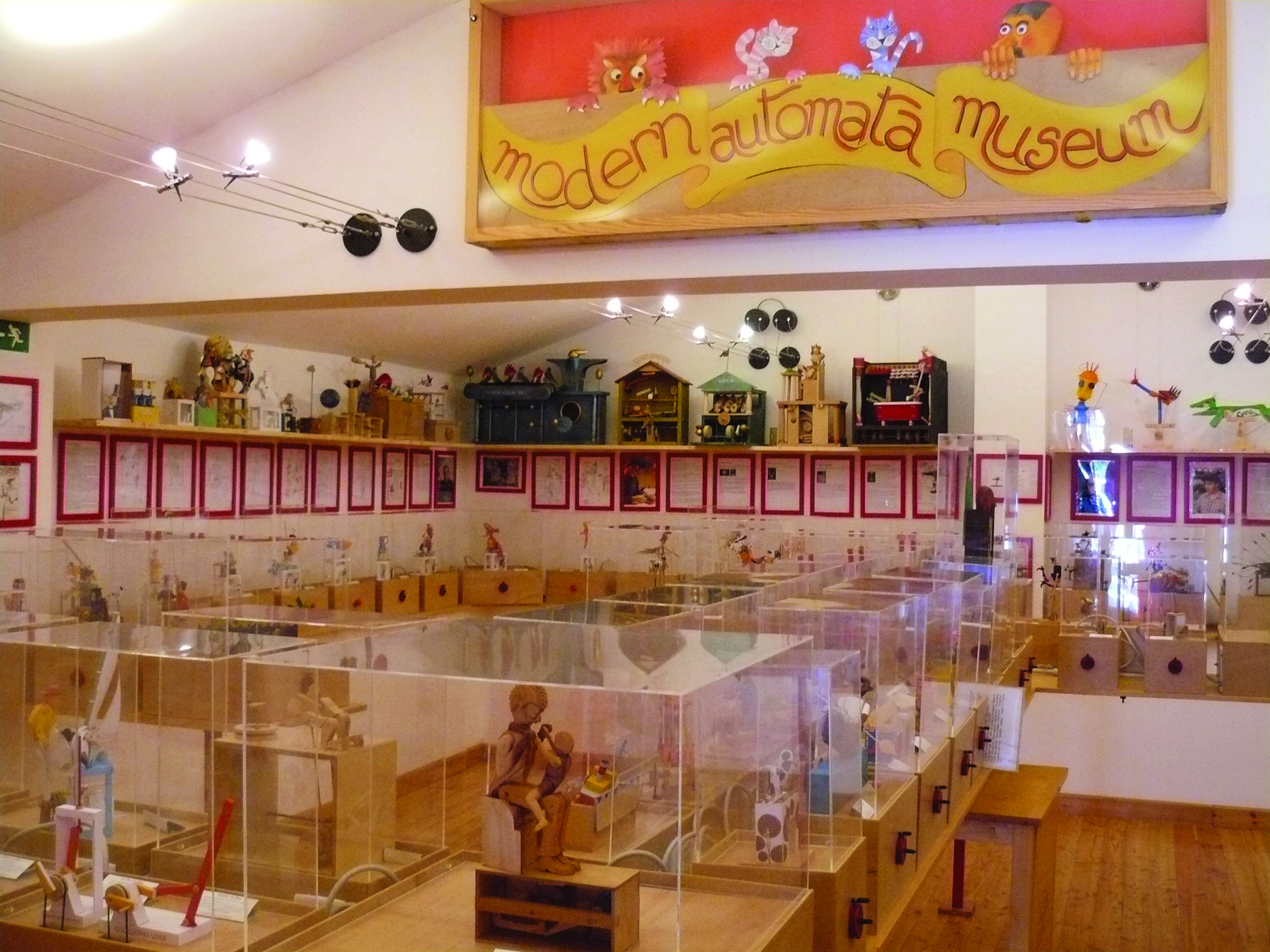
Il Modern Automata Museum

### Musei
- Modern Automata Museum

### Biblioteca
- Biblioteca Comunale "Angelo Vassallo"

Ex Chiesa di San Sebastiano in Pretoriolo, finemente ristrutturata nei primi anni del 2000 in seguito a una serie di progetti di restauro e di riqualificazione mirata.
All'interno un grande soppalco diversifica la biblioteca in due ambienti, e grazie alla struttura a navata unica, è spesso sede di concerti, proiezioni e spettacoli teatrali.
Dal 2014 la Biblioteca Comunale è intitolata ad Angelo Vassallo, il "sindaco pescatore" di Pollica (SA) ucciso il 5 settembre 2010 in un attentato di chiara matrice camorristica.

## Geografia antropica

### Frazioni
Bocchignano
Più antico ancora di Montopoli è il pittoresco borgo di Bocchignano, adagiato su una modesta altura e circondato da tre cerchia di mura e da tre fossati. Il borgo risalirebbe al X secolo. Gli abitanti di Bocchignano, in virtù dell'infelice posizione in cui si trova il paese (dentro una vallata angusta, stretta dalle colline e circondato da tre fossi) vengono da secoli ironicamente chiamati ranocchiari.

Vi è un castello costruito su un accampamento romano.
Campore
Le case di questa frazione sono state costruite presso una presunta Villa di Pollione, i cui ruderi si trovano a breve distanza dal centro abitato (vedi Grottoni-Torrette).
Casenuove
In questo nucleo vi era il castello Sorbiliano e la Villa Torlonia.
Fuori Dazio
Era abitato dai servi della gleba presso la chiesa di Sant'Andrea in Scorticariis attualmente chiamata Madonna dei Carozzi).
In questo centro abitato vi era il castello di Moricelli "de Palumba". Nel 1861 sono stati sgominati i partigiani del corpo dei Cacciatori del Tevere.
Ponte Sfondato
Il comune di Montopoli di Sabina si estende anche oltre il torrente Farfa dal 15 gennaio 1489, giorno in cui acquisì tali terre. Nella cosiddetta terra "di Coltimoni", oltre il Farfa per l'appunto, si trovano oggi le frazioni di Ponte Sfondato e Ponticchio. Ponte Sfondato deve il suo nome a un'ammirevole opera della natura: un ponte naturale scavato nel tufo dal torrente Farfa nel corso dei millenni. Ma fu minato durante l'ultimo conflitto e inesorabilmente crollò in una notte del 1961 lasciando oggi solo enormi blocchi di tufo spezzati nel greto del torrente sottostante. La rocca tufacea che lo domina è in realtà ciò che resta del diruto castello di Tribuco (o Tribico) in cui nell'anno 1111 l'imperatore tedesco Enrico V vi tenne prigioniero papa Pasquale II durante la lotta per le investiture che caratterizzò quei secoli. Il castello, di cui dalla statale 313 se ne può ammirare solo qualche muro confuso col colore ocra del tufo, nacque per difendere il guado di San Getulio: primo martire sabino che qui (in fundo capreolis), nel territorio di Ponte Sfondato fu martirizzato, sepolto e venerato nei secoli successivi fino alla traslazione della salma nel IX secolo per difenderla dalle incursioni saracene. La memoria liturgica ricorre il 10 giugno.
Ponticchio
Nei pressi vi è "fosso delle armi".
Colonnetta la Memoria
Frazione posta in basso, presso il bivio della strada regionale 313 di Passo Corese (ex strada statale 313), detta anche via Ternana.
Granari
Frazione situata a sud del centro storico, fra le frazioni di Casenuove e Colonnetta. Il nome deriva dalla presenza di locali adibiti alla conservazione del grano.

## Economia

### Agricoltura
La coltivazione prevalente è quella dell'olivo, il cui olio costituisce il principale prodotto tipico della zona.

### Artigianato
Tra le attività economiche più tradizionali, diffuse e rinomate vi sono quelle artigianali, come la lavorazione e l'arte del ferro.

## Amministrazione
Nel 1923 passa dalla provincia di Perugia in Umbria, alla provincia di Roma nel Lazio, e nel 1927, a seguito del riordino delle Circoscrizioni Provinciali stabilito dal regio decreto N°1 del 2 gennaio 1927, per volontà del governo fascista, quando venne istituita la provincia di Rieti, Montopoli di Sabina passa a quella di Rieti.
| Periodo | Periodo   | Primo cittadino  | Partito      | Carica  | Note |
| ------- | --------- | ---------------- | ------------ | ------- | ---- |
| 1999    | 2009      | Giancarlo Felici | lista civica | Sindaco |      |
| 2009    | 2019      | Antimo Grilli    | lista civica | Sindaco |      |
| 2019    | in carica | Andrea Fiori     | lista civica | Sindaco |      |

### Gemellaggi
- Kohila

### Altre informazioni amministrative
Il comune fa parte della Unione di comuni Bassa sabina e dell'Associazione nazionale città dell'olio.